# 方便旗

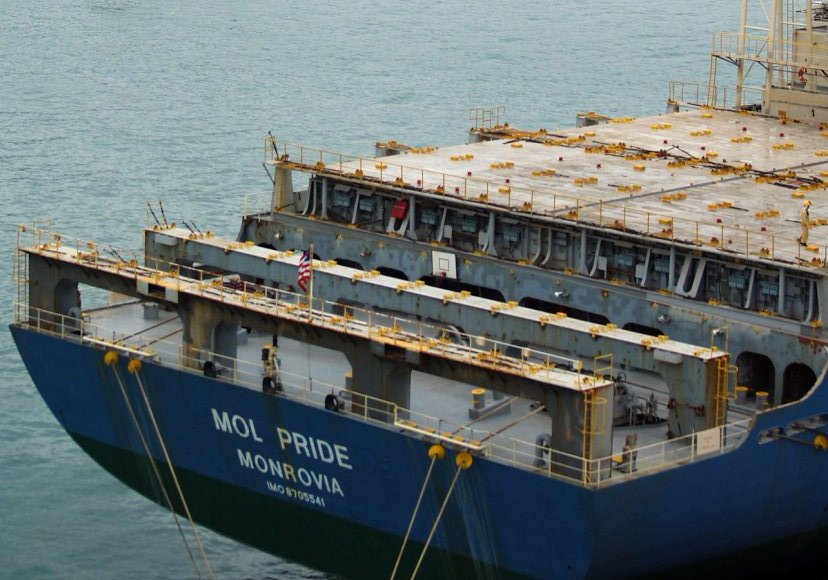
MOL Pride由日本公司商船三井經營，懸掛賴比瑞亞國旗

方便旗（英語：Flag of convenience），也称作方便船旗、权宜船旗，是一種商業慣例，船公司或船東將其所擁有的船舶登記於其他國籍，該國籍因標準較低，可以達到降低成本之效果。
方便旗從1950年代以來一直沿用至今，意旨該民間船隻隸屬的國籍，遵守該國的法律。據2007年統計，巴拿馬、賴比瑞亞、巴哈馬、馬紹爾群島及馬爾他為世界上主要的方便旗船籍國。即使是作为内陆国家的蒙古国，也有400多艘船只悬挂其国旗作为方便旗船籍。

## 外部連結
- Database on reported incidents of abandonment of seafarers （页面存档备份，存于）
- Flag of Convenience Cyprus: Prestige Oil Spill （页面存档备份，存于）
- List of flag State comments on detentions for the years 2000, 2001 and 2002
- Cardiente, Christian; Barlaan, Karl Allan. . 2011-09-10. （原始内容存档于2013-09-02）.